# Dompnac
Dompnac est une commune française, située dans le département de l'Ardèche en région Auvergne-Rhône-Alpes.

## Géographie

### Situation et description
```
Dompnac est un petit village  de la partie méridionale de l'Ardèche et rattaché à la 
communauté de communes du Pays Beaume-Drobie
, dont le siège est fixé à 
Joyeuse
.
```

### Communes limitrophes
Les communes limitrophes sont  Beaumont, Loubaresse, Sablières, Saint-Mélany et Valgorge.

### Climat
Pour des articles plus généraux, voir Climat d'Auvergne-Rhône-Alpes et Climat de l'Ardèche.
En 2010, le climat de la commune est de type climat des marges montargnardes, selon une étude du CNRS s'appuyant sur une série de données couvrant la période 1971-2000. En 2020, Météo-France publie une typologie des climats de la France métropolitaine dans laquelle la commune est exposée à un climat de montagne ou de marges de montagne et est dans la région climatique Sud-est du Massif Central, caractérisée par une pluviométrie annuelle de 1 000 à 1 500 mm, minimale en été, maximale en automne.
Pour la période 1971-2000, la température annuelle moyenne est de 11 °C, avec une amplitude thermique annuelle de 16,8 °C. Le cumul annuel moyen de précipitations est de 1 894 mm, avec 9,5 jours de précipitations en janvier et 5,1 jours en juillet. Pour la période 1991-2020, la température moyenne annuelle observée sur la station météorologique de Météo-France la plus proche, « Sablières Oara », sur la commune de Sablières à 4 km à vol d'oiseau, est de 13,9 °C et le cumul annuel moyen de précipitations est de 1 787,2 mm,. Pour l'avenir, les paramètres climatiques de la commune estimés pour 2050 selon différents scénarios d'émission de gaz à effet de serre sont consultables sur un site dédié publié par Météo-France en novembre 2022.

### Lieux-dits, hameaux et écarts
Dompnac est constituée de plusieurs hameaux : Granzial, Merle, Pourcharesse ; et de lieux-dits : la Champ de Merle, le Serrou, le Soulier, le Chambon, la Gineste, le Fraysse, le Terron et le Ron des Fades.

## Urbanisme

### Typologie
Au 1er janvier 2024, Dompnac est catégorisée commune rurale à habitat très dispersé, selon la nouvelle grille communale de densité à 7 niveaux définie par l'Insee en 2022.
Elle est située hors unité urbaine et hors attraction des villes,.

### Occupation des sols
L'occupation des sols de la commune, telle qu'elle ressort de la base de données européenne d’occupation biophysique des sols Corine Land Cover (CLC), est marquée par l'importance des forêts et milieux semi-naturels (100 % en 2018), une proportion identique à celle de 1990 (100 %). La répartition détaillée en 2018 est la suivante : forêts (53 %), milieux à végétation arbustive et/ou herbacée (47 %).
L'évolution de l’occupation des sols de la commune et de ses infrastructures peut être observée sur les différentes représentations cartographiques du territoire : la carte de Cassini (XVIIIe siècle), la carte d'état-major (1820-1866) et les cartes ou photos aériennes de l'IGN pour la période actuelle (1950 à aujourd'hui).

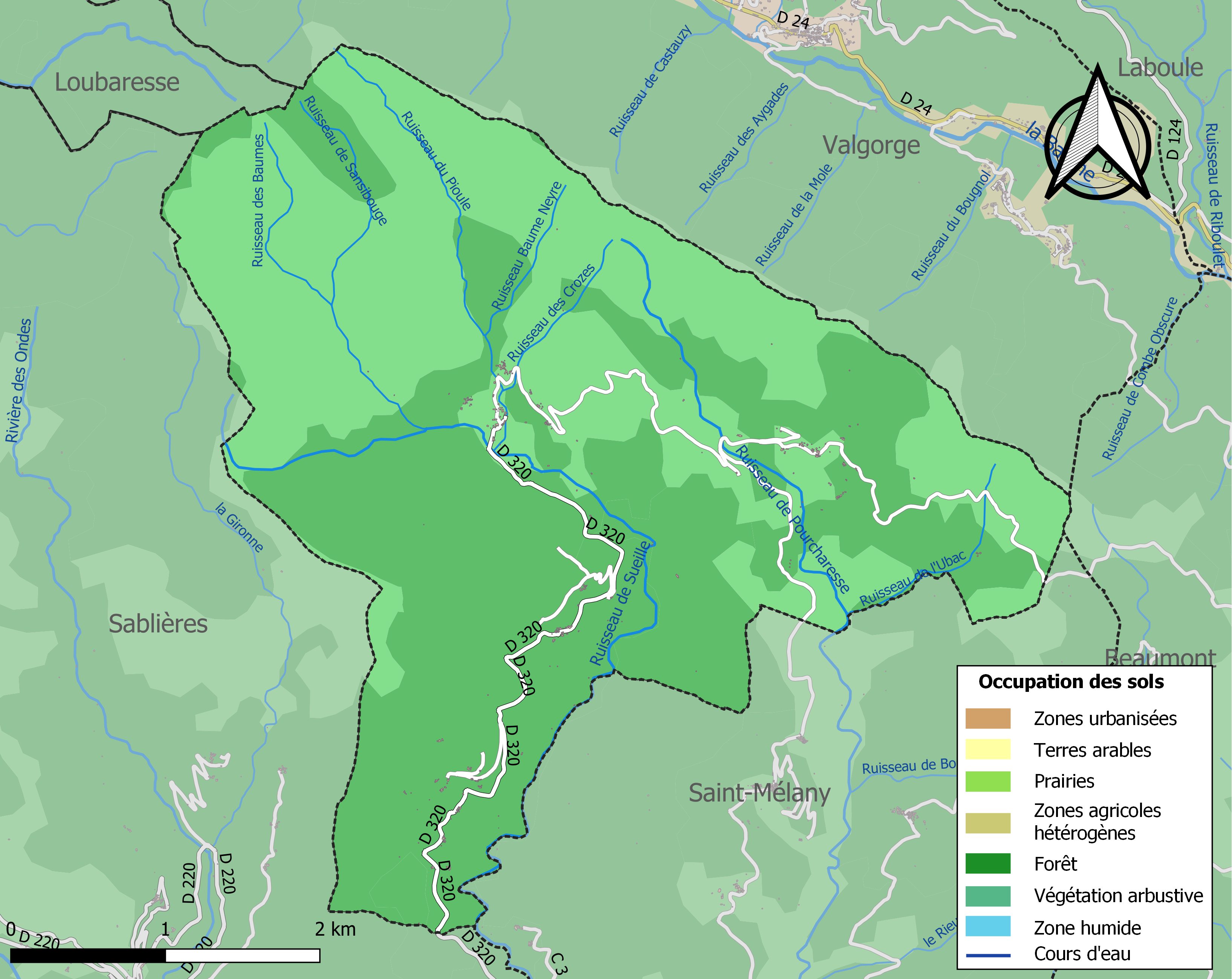
Carte des infrastructures et de l'occupation des sols de la commune en 2018 (CLC).

## Toponymie
D'après Albert Dauzat et Charles Rostaing, ce toponyme provient du Latin Dominiacum, composé de Dominus, maître, seigneur; et du suffixe -iacum, comme Dampniat en Corrèze.

## Politique et administration

### Liste des maires
| Période                                  | Période                   | Identité             | Étiquette                  | Qualité |
| ---------------------------------------- | ------------------------- | -------------------- | -------------------------- | ------- |
| Les données manquantes sont à compléter. |                           |                      |                            |         |
| avant 1988                               | ?                         | Nathaël Moreau       |                            |         |
| mars 2001                                |                           | Aurélia Bouvarel     |                            |         |
| 2014                                     | 2020                      | Marie-Christine Dété | ? puis LR[réf. nécessaire] |         |
| 28 mai 2020                              | En cours (au 6 août 2020) | Carole Lastella      |                            |         |

## Population et société

### Démographie
L'évolution du nombre d'habitants est connue à travers les recensements de la population effectués dans la commune depuis 1793. Pour les communes de moins de 10 000 habitants, une enquête de recensement portant sur toute la population est réalisée tous les cinq ans, les populations de référence des années intermédiaires étant quant à elles estimées par interpolation ou extrapolation. Pour la commune, le premier recensement exhaustif entrant dans le cadre du nouveau dispositif a été réalisé en 2006.

En 2022, la commune comptait 77 habitants, en évolution de +20,31 % par rapport à 2016 (Ardèche : +2,48 %, France hors Mayotte : +2,11 %).
| 1793 | 1800 | 1806 | 1821 | 1831 | 1836 | 1841 | 1846 | 1851 |
| ---- | ---- | ---- | ---- | ---- | ---- | ---- | ---- | ---- |
| 575  | 482  | 607  | 498  | 582  | 629  | 594  | 630  | 639  |

| 1856 | 1861 | 1866 | 1872 | 1876 | 1881 | 1886 | 1891 | 1896 |
| ---- | ---- | ---- | ---- | ---- | ---- | ---- | ---- | ---- |
| 654  | 538  | 560  | 530  | 577  | 570  | 552  | 583  | 505  |

| 1901 | 1906 | 1911 | 1921 | 1926 | 1931 | 1936 | 1946 | 1954 |
| ---- | ---- | ---- | ---- | ---- | ---- | ---- | ---- | ---- |
| 469  | 430  | 386  | 312  | 277  | 183  | 163  | 168  | 120  |

| 1962 | 1968 | 1975 | 1982 | 1990 | 1999 | 2006 | 2011 | 2016 |
| ---- | ---- | ---- | ---- | ---- | ---- | ---- | ---- | ---- |
| 81   | 62   | 65   | 71   | 62   | 82   | 93   | 74   | 64   |

| 2021 | 2022 | - | - | - | - | - | - | - |
| ---- | ---- | - | - | - | - | - | - | - |
| 71   | 77   | - | - | - | - | - | - | - |

### Enseignement
La commune est rattachée à l'académie de Grenoble.

### Médias
La commune de Dompnac est située dans la zone de distribution de deux organes locaux de la presse écrite :
- Le Dauphiné libéré

Il s'agit d'un journal quotidien de la presse écrite française régionale distribué dans la plupart des départements de l'ancienne région Rhône-Alpes, notamment l'Ardèche. La commune est située dans la zone d'édition d'Aubenas et Privas-Vallée du Rhône.
- L'Hebdo de l'Ardèche

Il s'agit d'un journal hebdomadaire français basé à Valence et couvrant l'actualité de tout le département de l'Ardèche.

### Cultes
L'église paroissiale et les membres de la communauté catholique qui résident dans la commune de Dompnac sont rattachés à la paroisse Sainte Thérèse des Cévennes, elle-même rattachée au diocèse de Viviers.

## Culture et patrimoine

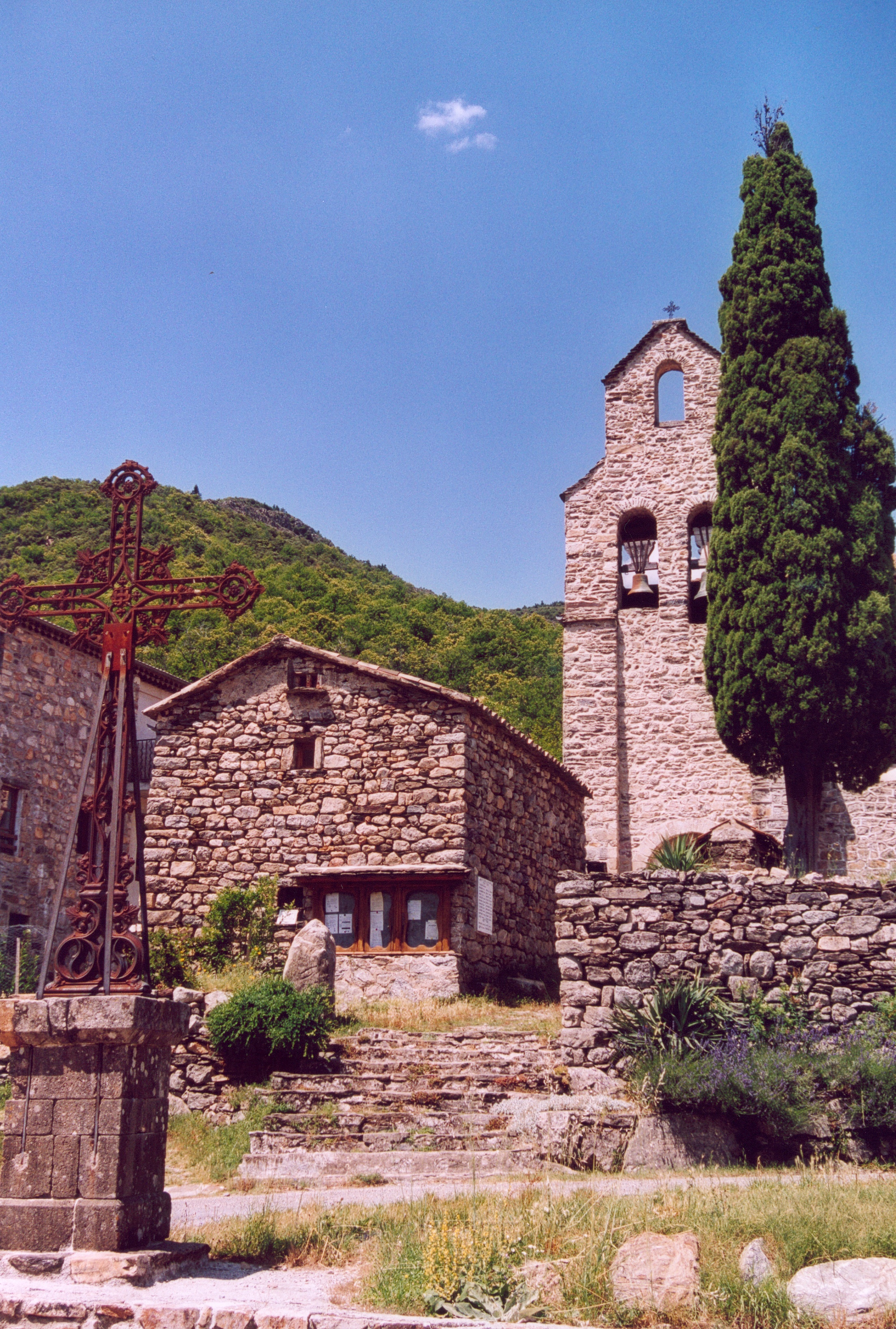
Chapelle.

### Lieux et monuments
- Le plus gros châtaignier d'Ardèche se situe au Granzial de Dompnac[19]. On l'appelle l'« arbre aux 120 fagots ». Il vit toujours quoique bien diminué mais pas encore trop abîmé. Ses grosses branches se cassent les unes après les autres. Vers 1980, l'une d'elles, de 4,50 mètres de circonférence chuta contribuant à le déséquilibrer davantage, malgré ses 8 mètres de circonférence à 1,50 mètre du sol.
- Église Sainte-Marie-Madeleine de Dompnac.
- Chapelle Saint-Régis de Pourcharesse.
- Village cévenol miniature, au lieu-dit Le Ron des Fades (Rocher des Fées), avec ses habitants lilliputiens et ses arbres taillés bonsaï.